# ميدان الشجرة

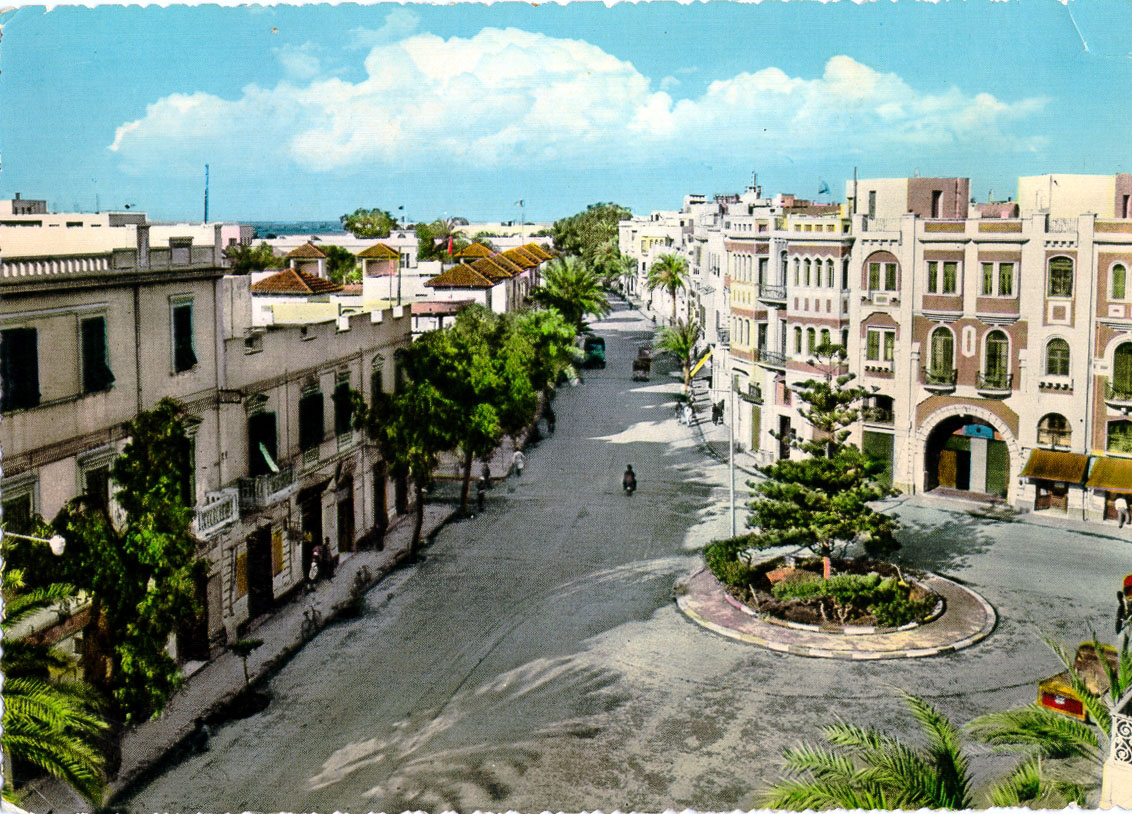
ميدان الشجرة في ستينيات القرن العشرين.

ميدان الشجرة هو أحد الميادين الرئيسية والتاريخية في مدينة بنغازي الليبية ويقع في وسط المدينة ويربط بين شارعي (الاستقلال) أو جمال عبد الناصر وعمرو بن العاص وكانت تتوسطه شجرة أرز كبيرة تُزين في أوقات الاحتفالات.
يطل على الميدان مبنى المؤسسة الوطنية للنفط وفرع لمصرف الوحدة، وقريباً منه ثلاثة مباني إدارية حكومية وموقف عمومي للسيارات وحديقة عامة. وظل الميدان يحتفظ بعمارة قلة من مبانيه المميزة حتى الحرب التي اندلعت في المدينة بين 2014 و2017 والتي نتج عنها دمار هائل في المباني التاريخية والممتلكات.

## لمحة تاريخية
عُرف الميدان وقت الحكم الإيطالي باسم «بيازا أدميراليو كاني»، "Piazza Ammiraglio Cagni" ليتغير اسمه بعد استقلال ليبيا في العام 1951 إلى «ميدان عمر طوسون» تكريما لدور عمر طوسون في تأييد كفاح الليبيين ضد الاستعمار الإيطالي، ومن ثم عُرف باسم «ميدان الشجرة» نسبةً للشجرة الواقعة على جزيرة الدوران في الميدان.

## أحداث
حدث في ميدان الشجرة العديد من الأحداث المهمة على صعيد ليبيا، حيث كان من أهم الأماكن التي احتضنت بدايات ثورة 17 فبراير عام 2011، وفي 12 12 2011 انطلقت من الميدان مظاهرات تصحيح مسار ثورة فبراير، المطالبة بإصلاح المجلس الوطني الانتقالي وتحقيق الشفافية وتحسين الأوضاع الاقتصادية.